# Suite Illiac
La Suite Illiac (rebaptisée ultérieurement Quatuor à cordes no 4) est une composition de 1957 pour quatuor à cordes qui est généralement considérée comme la première œuvre musicale composée par un ordinateur électronique. Lejaren Hiller, en collaboration avec Leonard Issacson (en), a programmé l'ordinateur ILLIAC I (en) à l'Université de l'Illinois à Urbana-Champaign (où les deux compositeurs étaient professeurs), pour générer du matériel de composition pour son Quatuor à cordes no 4.
La pièce se compose de quatre mouvements, correspondant à quatre expériences : le premier porte sur la génération de cantus firmi, le deuxième génère des segments à quatre voix avec différentes règles, le troisième traite du rythme, de la  dynamique et des modes de jeu, et le quatrième de différents modèles et probabilités pour les grammaires génératives ou chaînes de Markov (voir musique stochastique).
Les trois premiers mouvements de cette œuvre ont été exécutés le 9 août 1956 à l'Université de l'Illinois.